# Оханет – Хауд-Ель-Хамра
Оханет – Хауд-Ель-Хамра – конденсатопровід в Алжирі, призначений для обслуговування ряду газових промислів на сході країни. 
В 1981-му в межах підготовки до розробки газоконденсатних родовищ на сході країни ввели в дію конденсатопровід Оханет – Хауд-Ель-Хамра (офіційне позначення NH2) довжиною 518 км та діаметром 750 мм. В окремих джерелах спорудження цього трубопроводу відносять ще до 1961 року (можливо відзначити, що на той час в районі на південний схід від Оханет починалась розробка великого нафтового родовища Зарзаітін, для якого, зокрема, спорудили нафтопровід до туніського порту Ла-Скіра).  
Конденсатопровід NH2 дозволяє транспортувати продукцію:
-  газопереробного заводу Алрар, що став до ладу в 1982 – 1984 роках за сотню кілометрів на схід від Оханет та під’єднаний трубопроводом діаметром 250 мм;
- газопереробного заводу Оханет, який запустили в 2003-му;
- отриману по трубопроводу Ін-Аменас – Оханет (з 2006-го);
- родовища Тін-Фує-Табанкорт;
- газопереробного комплексу Рурд-Нусс;
- газопереробного заводу Гассі-Туїл (сюди ж виведно конденсатопровід Мензел-Леджме-Схід – Гассі-Туїл).
Річна пропускна здатність NH2 дорівнює 7,9 млн тонн.
В Хауд-Ель-Хамра (район найбільшого алжирського нафтового родовища Гассі-Месауд) конденсат по перемичці діаметром 600 мм передається до нафтоконденсатопроводу OB1 (Хауд-Ель-Хамра – Беджая). З 2009-го від Хауд-ель-Хамра також прокладено спеціалізований конденсатопровід до Скікди.